# Pomník Na stráž (Bělá pod Bezdězem)
Pomník Na stráž v Bělé pod Bezdězem v okrese Mladá Boleslav, je figurální plastika Josefa Mařatky a Pavla Janáka odhalená v roce 1931 v parku na bělském Masarykově náměstí. Je pomníkem obětem 1. světové války. Od roku 1958 je chráněn jako kulturní památka.

## Historie
Autorem sochy je Josef Mařatka za architektonické spolupráce Pavla Janáka. Mařatka měl k městu osobní vztah: pocházela odtud rodina jeho manželky Zdeňky Procházkové.
Pomník byl vytvořen mezi lety 1930–⁠31 (E. Poche a další uvádí 1927). Veřejnou soutěž na výstavbu pomníku vyhlásilo město v roce 1930. Z tohoto roku pochází i první náčrt pomníku. Slavnostní odhalení proběhlo v roce 1931 za účasti více než 5000 lidí. V roce 1940 byla socha snesena a ukryta. V roce 1945 byla znovu vztyčena. V roce 2006 byl pomník restaurován Petrem Gláserem. Slavnostní znovuodhalení proběhlo 28. října 2006.

## Popis
Pomník je tvořen sochou francouzského legionáře v nadživotní velikosti v plné zbroji opírajícího se o pušku. Socha spočívá na vysokém hranolovém soklu s nápisem NA STRÁŽ! Pod ním je nápis Padlým občanům / okresu / Bělé pod Bezdězem / 1931 , vzadu na soklu letopočty 1914-1918, po stranách A. Pokorný / A. Ducháček a J. Mařatka / arch. P. Janák.
Stranou na podestě na samostatném podstavci se nachází později přidaná mramorová deska (původně připevněná na podstavci pod sochou přemístěná během rekonstrukce v roce 2006) s nápisem ČSPB / 1939-1945 / Oběti nacismu umučených v koncentračních táborech a jmény zemřelých.
Typově se pomník podobá dalším Mařatkovým dílům: Bubnujícímu legionáři z Ústí nad Orlicí a Praha svým vítězným synům z roku 1932.

## Podobná Mařatkova díla

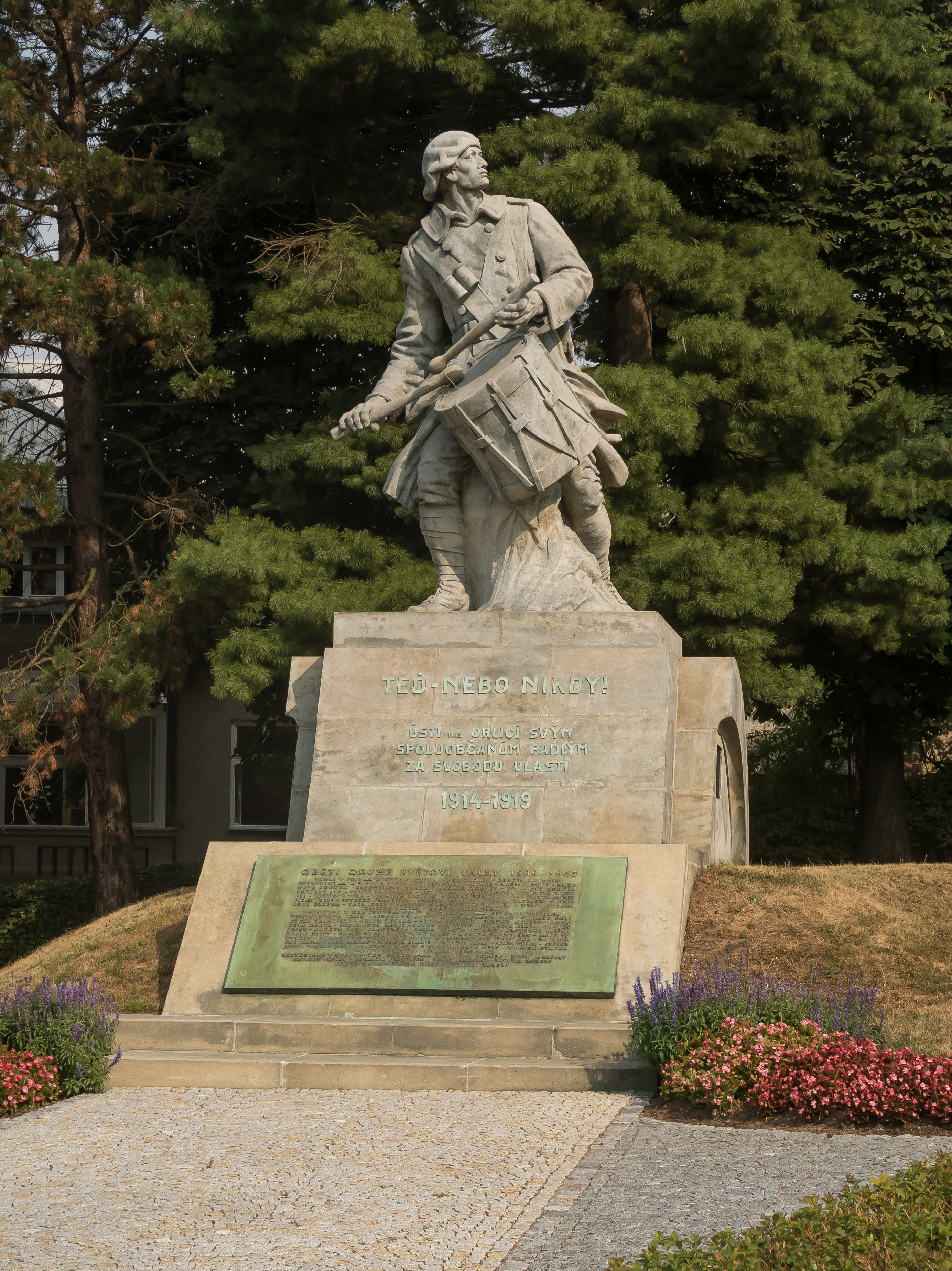
Bubnující legionář v Ústí nad Orlicí (1925)
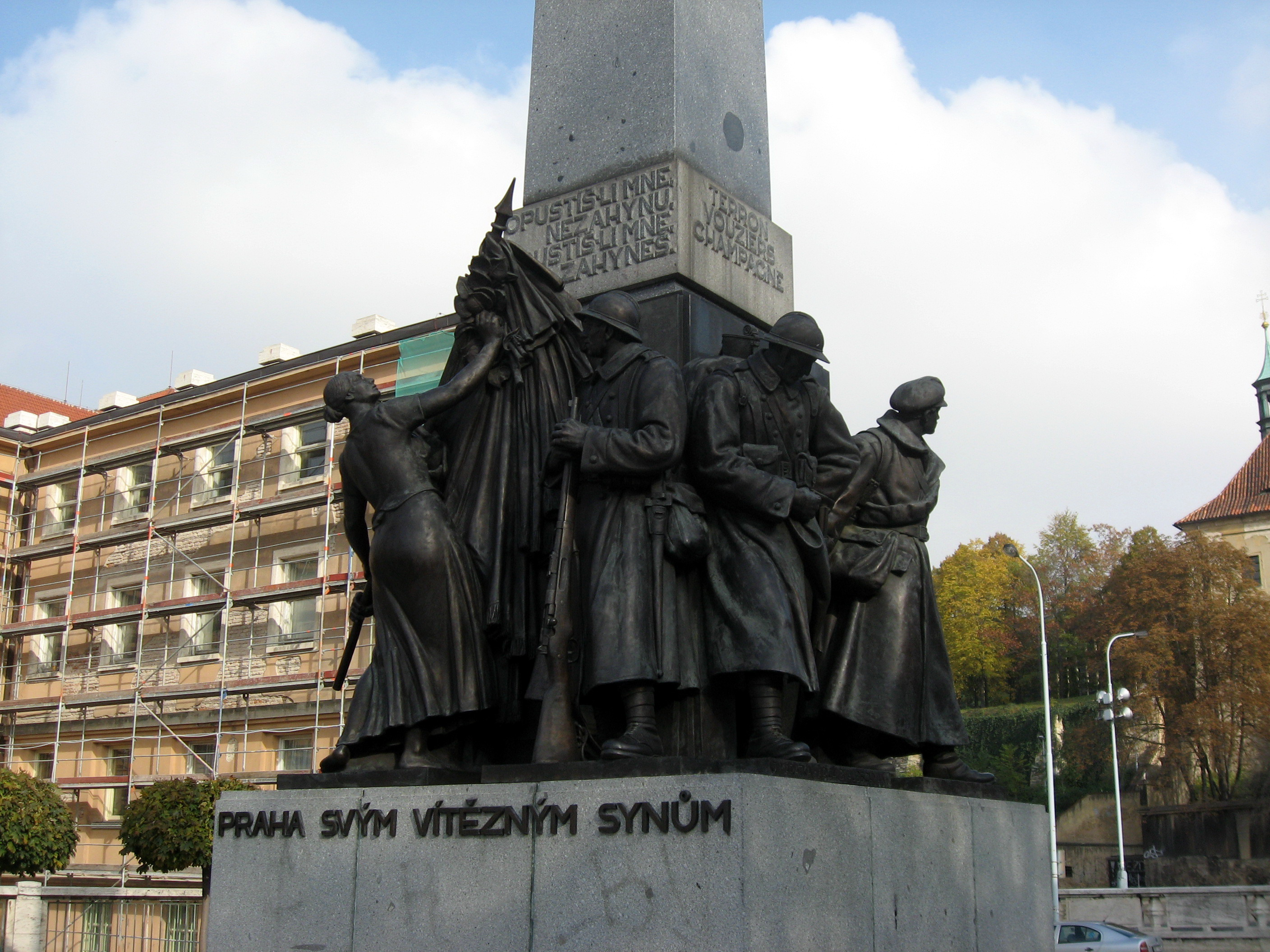
Praha svým vítězným synům (1932)